# Joseph Remacle Bonmariage
Joseph Remacle Julien Bonmariage (Harzé, 4 februari 1920 - 29 februari 2012) was een Belgisch volksvertegenwoordiger, senator en burgemeester.

## Levensloop
Bonmariage was de zoon van Julien Bonmariage en Marie Dogné. Hij bleef vrijgezel. Als landbouwer baatte hij de familieboerderij Houssonloge uit.
In 1939 werd hij gemobiliseerd als ambulancechauffeur in Bierset. Krijgsgevangen gedurende de hele Tweede Wereldoorlog, werd hij tewerkgesteld in een Duitse boerderij. Na de bevrijding door de geallieerde troepen werd hij korte tijd aangesteld als burgemeester van Ulsenheim, de gemeente waar hij gevangen was.
Hij werd na de oorlog actief in de plaatselijke politiek. Voor de Liberale Partij en daarna de PLP was hij van 1953 tot 1976 gemeenteraadslid van Harzé, waar hij van 1953 tot 1958 schepen en van 1958 tot 1976 burgemeester was. Na de fusie met Aywaille was hij daar van 1977 tot 2002 gemeenteraadslid, van 1977 tot 1982 schepen van Openbare Werken en van 1983 tot 2002 burgemeester. In 2009 was hij medeoprichter van de vzw "Contrat de rivière pour l'Amblève".
Van 1977 tot 1984 was Bonmariage voor de PRL eveneens provincieraadslid van Luik. Daarna zetelde hij van 1984 tot 1985 in de Belgische Senaat als rechtstreeks gekozen senator voor het arrondissement Luik en was hij van 1985 tot 1987 lid van de Kamer van volksvertegenwoordigers. Door het toen bestaande dubbelmandaat was hij van 1984 tot 1987 ook lid van de Waalse Gewestraad en de Franse Gemeenschapsraad.
Hij werd ook provincieraadslid.
Hij was liberaal senator in 1984-1985 en was ook volksvertegenwoordiger.